# NiederRheinroute

Symbol der „NiederRheinroute“

Die „NiederRheinroute“ ist ein Radverkehrsnetzwerk, das sich in Nordrhein-Westfalen zwischen Emmerich am Rhein im Norden, Übach-Palenberg im Süden, Niederkrüchten im Westen und Schermbeck im Osten erstreckt. Die Route ist in die 1.215 km lange Hauptstrecke und rund 820 km Verbindungsrouten gegliedert. Sie erschließt die fahrradfreundliche Landschaft der Gegend abseits vielbefahrener Straßen über Treidelpfade längs des Rheins, asphaltierte Wirtschaftswege und stille Waldwege. Durch die vielen Verbindungswege entlang der Strecke wird eine dichte Vernetzung erreicht.
Seit einigen Jahren wird die Routenführung nicht mehr gepflegt, d. h., es fehlen Wegweiser an einigen Abzweigungen.
Die Strecke der NiederRheinroute führt durch folgende Städte und Gemeinden:
Alpen (Niederrhein), Übach-Palenberg, Bedburg-Hau, Brüggen (Niederrhein), Dinslaken, Dormagen, Duisburg, Emmerich am Rhein, Erkelenz, Gangelt, Geilenkirchen, Geldern, Goch, Grefrath (Niederrhein), Grevenbroich, Hamminkeln, Hückelhoven, Hünxe, Heinsberg (Rheinland), Isselburg, Issum, Jüchen, Kaarst, Kalkar - (Niederrhein), Kamp-Lintfort, Kempen (Niederrhein), Kerken, Kevelaer, Kleve (Niederrhein), Korschenbroich, Kranenburg (Niederrhein), Krefeld, Mönchengladbach, Meerbusch, Moers, Nettetal, Neukirchen-Vluyn, Neuss, Niederkrüchten, Rees, Rheinberg, Rheurdt, Rommerskirchen, Schermbeck, Schwalmtal (Niederrhein), Selfkant, Sonsbeck, Straelen, Tönisvorst, Uedem, Viersen, Voerde (Niederrhein), Wachtendonk, Waldfeucht, Wassenberg, Weeze, Wegberg, Wesel am Rhein, Willich, Xanten
Charakter der Strecke:
Leicht zu befahren und Teilabschnitte eignen sich für Tagesausflüge mit Kindern und Senioren. Anhänger sind bedingt geeignet, da einige Pöller im Weg stehen. Einige Maßnahmen machen es unmöglich mit einem Anhänger durchzufahren.
Bücher zur Route:
Bis in das Jahr 2012 erschien der gleichnamige Radführer die NiederRheinroute aus dem Helmut Bauhüs e.K. Verlag. Mit 17 Auflagen gehörte dieser Reiseführer zu den am längsten im Buchhandel befindlichen Radwanderkarten zum Thema Niederrhein.

## Radwanderkarten
- Die Nieder-Rheinroute, Radwanderkarte 1:75.000. 7. überarbeitete aktualisierte Auflage, BVA, Bielefeld 2014, ISBN 978-3-87073-660-6.